# Hermann Stechmann
Hermann Stechmann (ur. 10 lipca 1840 w Anklam, zm. w nocy z 2 na 3 listopada 1900 w Paryżu) – niemiecki filolog, chronologicznie drugi dyrektor wrocławskiego zoo w okresie od 15 maja 1882 do 3 września 1900.
Ukończył filologię na uniwersytecie w Greifswaldzie, po czym uczył w szkole.  Następnie służył w armii, w tym w wojnie z Danią i z Austrią. Był pasjonatem nauk przyrodniczych, a zwłaszcza ornitologii. Od 1880 r. kierował nowo otworzonym zoo w Elberfeld, skąd odszedł w 1881 r., by stworzyć, wraz z kilkoma innymi osobami, zoo w Akwizgranie. Od maja 1882 dyrektor wrocławskiego zoo. W czasie jego kadencji we wrocławskim zoo liczba zwierząt przekroczyła 1600 egzemplarzy, powstały też istniejące do dziś murowane pawilony: dla zwierząt gruboskórnych (słoni, hipopotamów, nosorożców) w 1887–1888 i ptaszarnia w 1889. Zapisał w testamencie wrocławskiemu zoo znaczną kwotę pieniędzy – 38 tysięcy marek (rzadkiego i cennego wówczas goryla ogród wrocławski kupił w 1894 r. za 2400 marek).